# Salix paraplesia
Salix paraplesia är en videväxtart som beskrevs av Camillo Karl Schneider. Salix paraplesia ingår i släktet viden, och familjen videväxter.

## Underarter
Arten delas in i följande underarter:
- S. p. pubescens
- S. p. subintegra